# De Saroléa de Cheratte

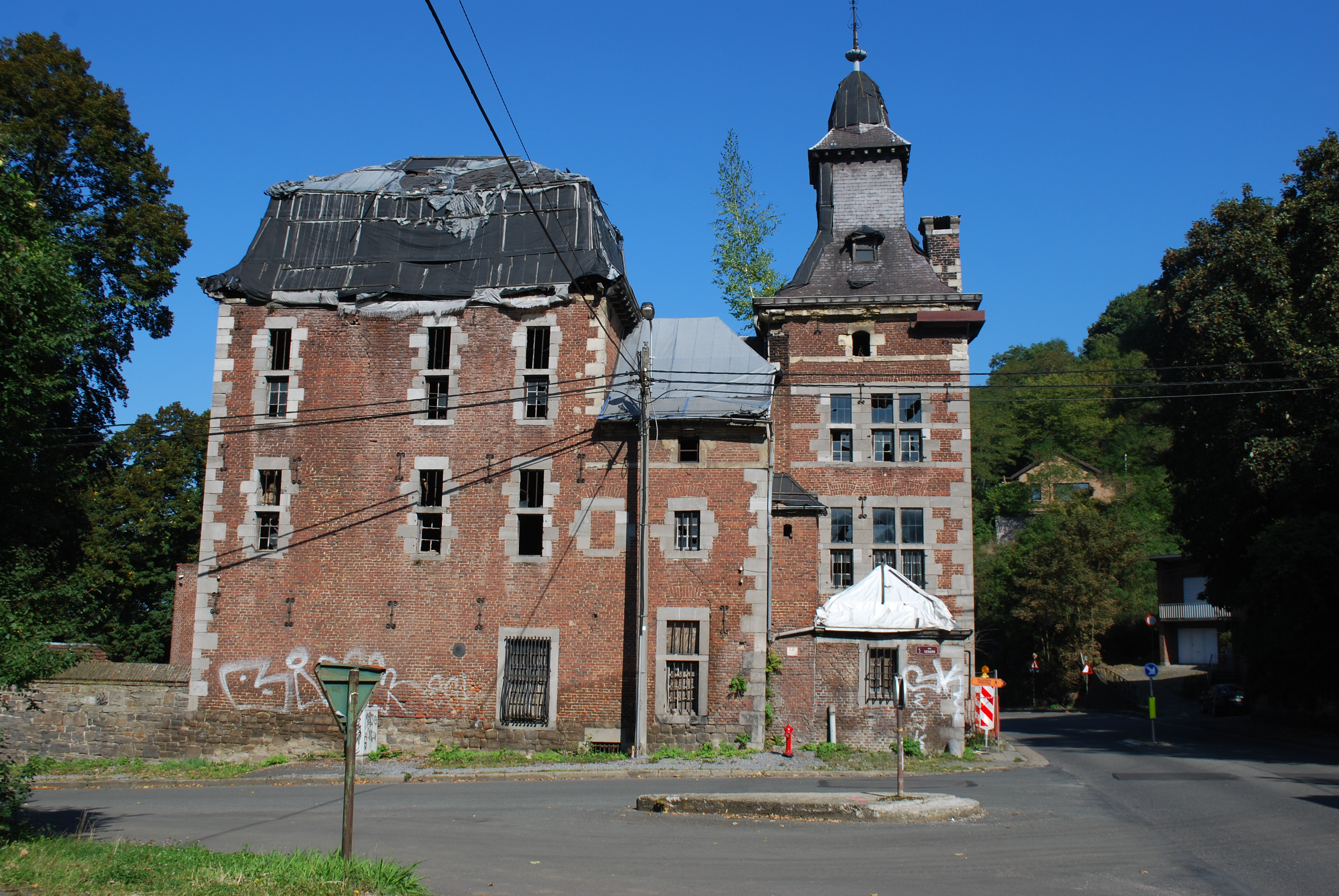
Het kasteel Saroléa in Cheratte

De Saroléa de Cheratte was een Zuid-Nederlandse adellijke familie. 
In de 19e eeuw bezat de familie onder meer concessies voor steenkolenwinning in Cheratte. Na verkoop van deze concessie werd de steenkolenmijn van Hasard opgestart.

## Geschiedenis en genealogie
- Nicolas de Saroléa de Cheratte (1584-1658), x Elisabeth Heurkeau (1584-1673).
  - Gilles de Saroléa de Cheratte (1617-1695), steenkolenontginner, x Catherine de Piroulle (1624-1696). In 1643 bouwde hij zich een kasteel in de heerlijkheid Cheratte bij Wezet, waar hij koolmijnen bezat.
    - Jean Philippe Eleuthère de Saroléa (1665-1709), x Marie Joseph de Clercx (1679-1750).
      - Mathias Robert de Saroléa (1703-1743), x Jeanne Marie Anne Scio.
        - Paul Mathias de Saroléa (1734-1792), x Anne Marie Thérèse de Farsy (1746-1819). Hij was heer van Cheratte, Saint-Rémy, Barchon en Meerbeek en als edelman verbonden aan de prins-bisschop van Luik. Het echtpaar had tien kinderen, onder wie drie zoons, die in 1822 onder het Verenigd Koninkrijk der Nederlanden in de erfelijke adel werden erkend en hierna volgen.
          - Jean-Paul de Saroléa (zie hierna)
          - Hyacinthe de Saroléa (zie hierna)
          - Arnold de Saroléa (zie hierna)

      - Jean de Saroléa (1706-1785), kanunnik van de Sint-Lambertuskathedraal in Luik, was een bekend bibliofiel en kunstverzamelaar. Na zijn dood werden, naast andere kunstvoorwerpen, meer dan zeshonderd schilderijen geveild.

## Jean-Paul de Saroléa de Cheratte
Jean-Paul Casimir de Saroléa de Cheratte (Luik, 12 maart 1772 - aldaar, 13 mei 1836) werd in 1822 in de erfelijke adel erkend onder de naam de Saroléa de Cheratte de Saint-Rémy en hem werd tevens de titel baron toegekend, overdraagbaar bij eerstgeboorte. Hij werd burgemeester van Cheratte. Hij werd benoemd in het Ridderschap van Limburg. 
Hij trouwde in 1807 in Cheratte met Marie-Cathérine de Rahier (1784-1839). Ze kregen twee zoons die ongehuwd bleven en een dochter, Lambertine (1818-1870), die trouwde met Edouard Berten, luitenant-generaal en minister van Oorlog.
In 1883 doofde deze familietak uit.

## Hyacinthe de Saroléa de Cheratte
Marie Joseph Bernard Ferdinand Hyacinthe de Saroléa de Cheratte (Luik, 4 april 1773 - 5 juli 1852) werd samen met zijn broer in de erfelijke adel erkend in 1822 onder de naam de Saroléa de Cheratte de Fexhe, maar zonder titel.
Hij trouwde met Claudine Velez (1790-1869). Ze kregen een zoon en een dochter, die ongehuwd bleven.
Ook deze tak doofde in 1883 uit.

## Arnold de Saroléa de Cheratte
Samen met zijn twee broers werd Arnold Marie Eugène Fortuné Félix de Saroléa de Cheratte' (1783-1842), die officier werd, in 1822 in de erfelijke adel erkend. Hij lichtte echter nooit de open brieven, zodat de erkenning zonder gevolg bleef. Hij trouwde met Joséphine Eugénie Edmée Velez (1791-1862). Ze kregen een dochter.